# Ворсо (Њујорк)
Ворсо (енгл. Warsaw) град је у америчкој савезној држави Њујорк.

## Демографија
По попису из 2010. године број становника је 3.473, што је 341 (-8,9%) становника мање него 2000. године.
| Група             | 2000.         | 2010.         |
| Белци             | 3.674 (96,3%) | 3.336 (96,1%) |
| Афроамериканци    | 20 (0,5%)     | 7 (0,2%)      |
| Азијати           | 41 (1,1%)     | 30 (0,9%)     |
| Хиспаноамериканци | 33 (0,9%)     | 57 (1,6%)     |
| Укупно            | 3.814         | 3.473         |